# Мольсдорф
Мольсдорф (нем. Mohlsdorf) — община в Германии, в земле Тюрингия. 
Входит в состав района Грайц.  Население составляет 2812 человек (на 31 декабря 2010 года). Занимает площадь 24,30 км².
Община подразделяется на 6 сельских округов.